# رز بوربون

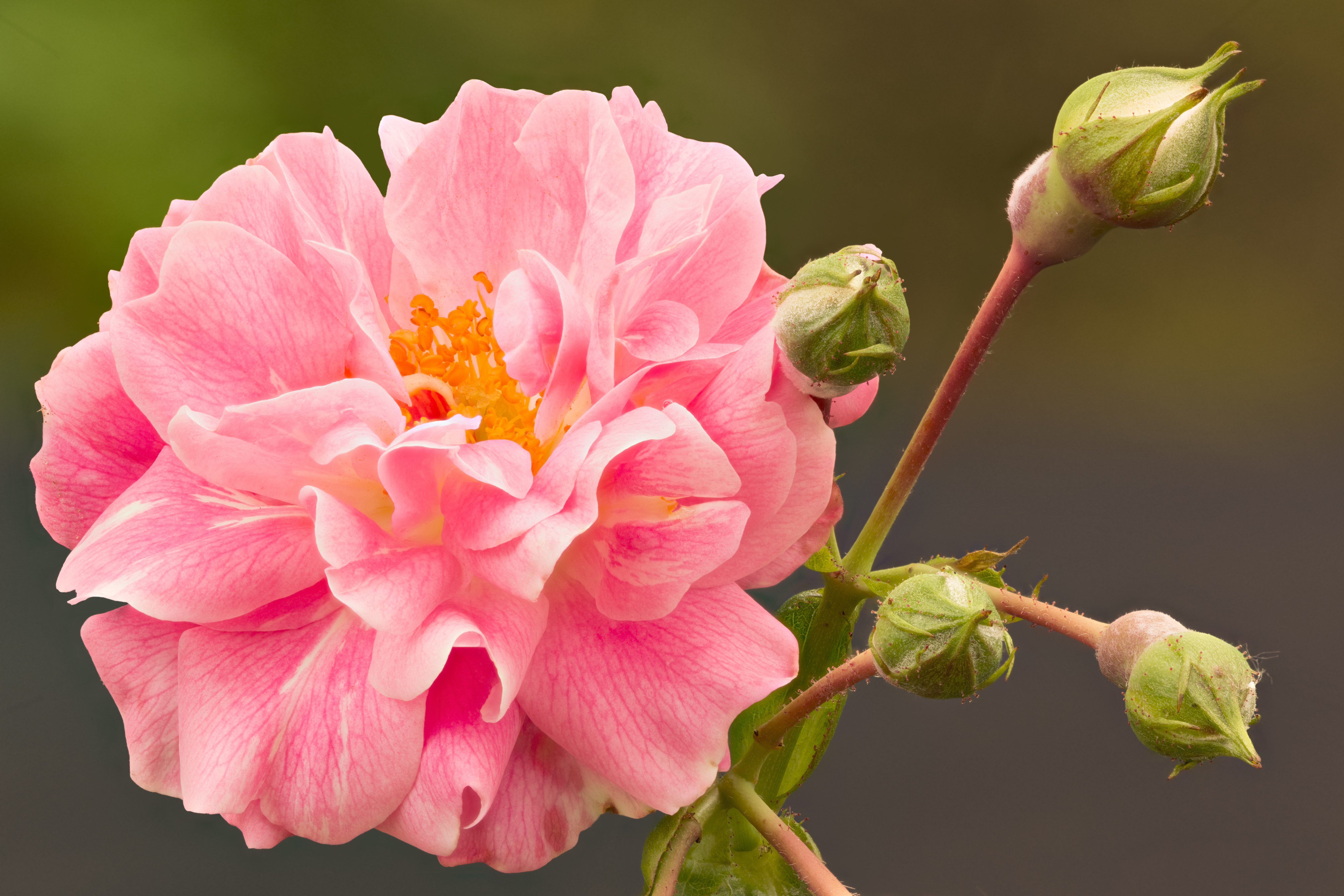

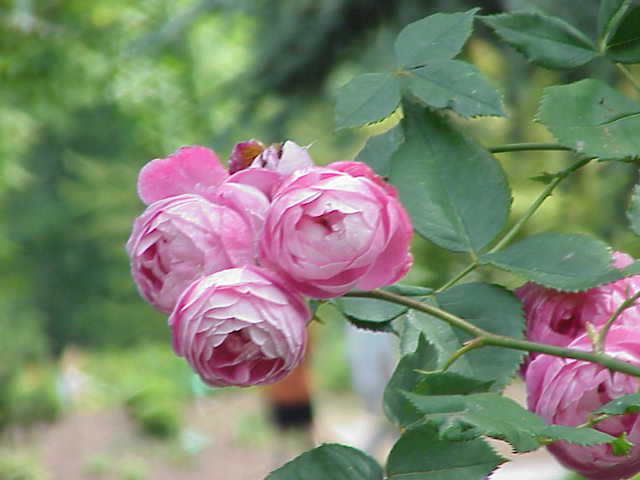

رز بوربون (نام علمی: Rosa Bourbon) علامت اختصاری B، یکی از گروه‌های رزهای باغی قدیمی است. در سال ۱۸۱۷ در جزیرهٔ بوربون کشف شد. به نظر می‌رسد که از ترکیب طبیعی گل گلاب و رز چینی به وجود آمده باشد. هم از نظر رنگ گل و هم بوی آن در بین رزهای باغی قدیمی محبوب است. زمان گلدهی بیشتر انواع اوایل تابستان و ماه ژوئیه است. نوع شاخه‌های آن متنوع بوده و بوته آن به صورت درخت ایستاده یا نیمه بالارونده و بالارونده وجود دارد.